# Vénus noire
À ne pas confondre avec le film La Vénus noire (1983) de Claude Mulot.
Pour plus de détails, voir Fiche technique et Distribution.
Vénus noire est un film du réalisateur franco-tunisien Abdellatif Kechiche sorti sur les écrans français le 27 octobre 2010. Il raconte la vie de Saartjie Baartman, jeune femme originaire de la colonie du Cap (aujourd'hui province de l'Afrique du Sud) d'ethnie khoïsan, appelée aussi Vénus hottentote. Le moulage de son corps fut exposé au Musée de l'Homme, à Paris, jusqu'en 1976.

## Synopsis
Paris, 1817, à l'Académie royale de médecine. « Je n'ai jamais vu de tête humaine plus semblable à celle des singes ». Face au moulage du corps de Saartjie Baartman, l'anatomiste Georges Cuvier est catégorique. Sept ans plus tôt, Saartjie quittait la colonie du Cap avec son maître, Caezar, et livrait son corps en pâture au public londonien visitant les foires aux monstres. Femme à la fois libre et entravée, elle était l'icône des bas-fonds, la « Vénus Hottentote » promise au mirage d'une ascension dorée.

## Fiche technique
- Titre : Vénus noire
- Réalisation, scénario, adaptation & dialogues : Abdellatif Kechiche
- Montage : Camille Toubkis, Ghalia Lacroix
- Photographie : Lubomir Bakchev
- Costumes : Virginie Bluzat
- Production : MK2 (Marin Karmitz, Nathanaël Karmitz, Charles Gillibert)
- Langue : français, anglais, afrikaans
- Durée : 159 minutes
- Date de sortie :  France : 27 octobre 2010
- Box office : 122.632 entrées[2]

interdit en salles aux moins de 12 ans en France puis
interdit aux moins de 16 ans à la télévision.

## Distribution

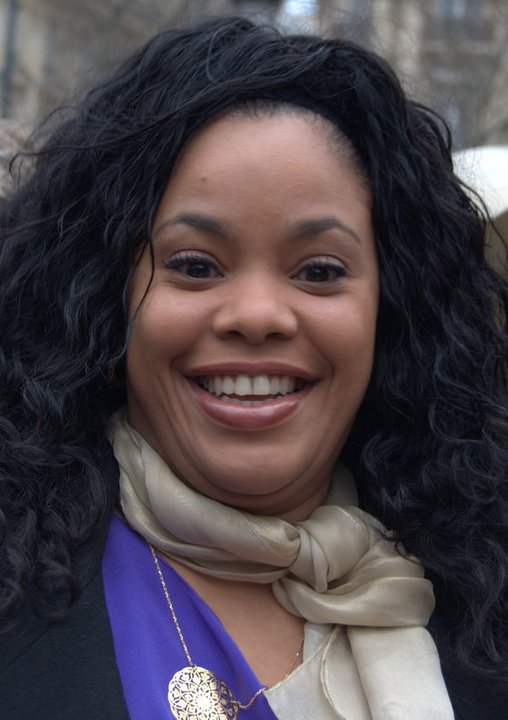
Yahima Torres, interprète du rôle de Saartjie Baartman.

- Yahima Torres : Saartjie Baartman (la Vénus hottentote)
- André Jacobs : Hendrick Caezar
- Olivier Gourmet : Réaux, le forain
- François Marthouret : Georges Cuvier
- Elina Löwensohn : Jeanne
- Michel Gionti : Jean-Baptiste Berré
- Jean-Christophe Bouvet : Charles Mercailler, le journaliste
- Jonathan Pienaar (en) : Alexander Dunlop
- Rémi Martin : 1er client du bordel
- Nicolas Abraham : l'avant-dernier client de Saartjie
- Jean-Jacques Moreau : Henri de Blainville
- Cyril Favre, Dominique Ratonnat et Didier Bourguignon: les aides naturalistes
- Ralph Amoussou : Harry
- Alix Serman : Alex
- Patrick Albenque : Zachary Macaulay
- Christian Erickson (en) : Lord Ellenborough
- Nigel Hollidge : Maître Gazely
- Paul Bandey : le procureur général
- Phillip Schurer : Peter van Wageninge
- Robert Dauney : Thomas Gisborne Babington
- Paul Ryan : Justice Le Blanc
- Natania Van Heerden : Leslie Stanzler
- Yvonnick Muller : le traducteur du tribunal
- Geoffrey Carey : le prêtre
- Richard Hadley : l'huissier
- Richard Temple : l'huissier britannique
- Christopher King : le journaliste tribunal
- Jean-Louis Dupont et Gaël Thiebaut : les scientifiques
- Cathy Darietto : Mme Campanile
- Christian Prat : M. Campanile
- Monique Brun : la tenancière du bordel
- Jean-Marc Guisti : le médecin du bordel
- Violaine Gillibert : Géraldine Rivière
- Olivier Loustau : le hussard
- Jeanne Corporon, Violaine De Carné, Maria Beloso-Hall, François Genty, Rosalie Symon, Nicholas Mead, Mélodie Richard, Maïe Degove et Alain Naron : les invités bourgeois
- Gilles Matheron : Théobald de Méry
- Baptiste Zadounaïsky : l'homme du tribunal

## Production

### Lieux de tournage
Le film a été tourné Montfort-l'Amaury, dans les Yvelines.

## Accueil

### Accueil critique
L'accueil du film en septembre 2010 au festival de Venise a été qualifié de timide, voire glacial ou hostile,. Sur l'agrégateur américain Rotten Tomatoes, le film récolte 100 % d'opinions favorables pour 5 critiques.
En France, le site Allociné propose une note moyenne de 3,8⁄5 à partir de l'interprétation de critiques provenant de 25 titres de presse.
Les détracteurs du film ont relevé ses longueurs, son académisme ainsi que sa complaisance. Les défenseurs du film, eux, ont vanté une œuvre forte, utile et dérangeante. De nombreux critiques (comme Jacques Morice, Eugenio Renzi ou Jean-Baptiste Morain) évoquent un échec artistique « intéressant » par les questions que le film pose et auxquelles il répond parfois avec maladresse.

Le journal Libération salue la complexité du caractère de son personnage principal dont on ne sait si elle est « la victime ou la partenaire » de son tortionnaire. Cette ambiguïté donne toute sa puissance à ce récit « moralement clair-obscur, forçant le public à avancer, pas à pas, jusqu'au bout de l’abjection ». Le critique portugais Jorge Mourinhaun, du journal Ipsilon, écrit que le film est une « méditation extraordinaire sur la société du spectacle », sur celui « qui regarde et celui qui est vu » — l'odyssée de Saartjie ne pouvant être que déplaisante, choquante, dégradante (ce qui expliquerait l'accueil hostile du film à Venise). Le Soir évoque un « réquisitoire contre le viol collectif entrepris par la société blanche contre une innocente ». Le film faisant office de « réparation historique, doublée d'une déclaration d'amour au peuple africain ». Le journal loue la « sobriété » et la « distance » dont Kechiche a su faire preuve, en plaçant « la spiritualité du côté du corps africain, et non de celle du verbe occidental ». La Croix parle d'une œuvre « difficile et remarquable », « époustouflante et glaçante », dans laquelle le malaise peut naître de l'accumulation dans la description des supplices infligés à son personnage principal. Le journal y voit également une réflexion sur le spectacle :

« Le film offre aussi une réflexion sur les frontières de l’art (fût-il forain), ce qu’on peut faire ou pas en son nom. De l’intransigeance de l’auteur, de son engagement total dans ce sujet extrêmement délicat, de sa volonté de préserver toute la complexité, les nuances, des êtres et des situations qu’il décrit, naît une œuvre puissante, à lectures multiples, sensible par-delà sa dureté, riche de questionnements essentiels. »

Interprétation que propose également Nathan Reneaud de la revue Palmarès. Pour le critique, tout ce qui nous est montré à l'écran est « communion et cérémonial, participation à un rituel collectif et démultiplication des regards ». Le journaliste italien Leonardo De Franceschi note pourtant que Kechiche n'a rien abandonné de son naturalisme précis et clinique, dont on a un aperçu dans les scènes de mutilations post-mortem (Jean-Baptiste Berré rappelant alors le personnage de Jean Massieu dans La Passion de Jeanne d'Arc de Dreyer). Le critique relève que le cinéaste parvient à ne pas déflorer le mystère de son personnage principal, à garder intacte son existence de « corps-image », sa présence iconique. Mais le journaliste regrette que le dispositif, qui privilégie l'observation en multipliant les scènes de voyeurisme, laisse peu de place à l'émotion et à l'empathie.
Jacques Morice, de Télérama avoue sa déception devant un film dont il attendait beaucoup. Le critique qualifie le résultat d'« échec passionnant ». La première demi-heure est jugée académique, « plutôt informe », déroulant des « scènes assommantes de répétition » et dont l'enjeu paraît « trop univoque ». Mais le film se complexifie peu à peu, en appuyant la « servitude compliquée, plus ou moins volontaire » de Saartjie — Jacques Morice tente même une interprétation autobiographique (« Kechiche se vivant en femme, en monstre, en esclave, en artiste incompris ?», ce que Leonardo De Franceschi a également noté). Mais le journaliste regrette le manque d'émotion du film, comme si le réalisateur en avait eu peur. Hubert Heyrendt, de La Libre note que le film lui a laissé « un sentiment ambivalent » tout en reconnaissant qu'il s'agit là d'« une belle réflexion sur le regard que l'on porte sur l’autre ». Comme Jacques Morice, le journaliste explique que le film partage beaucoup avec Elephant Man de David Lynch mais que le film reste trop froid. Heyrendt s'interroge également sur sa complaisance dans la répétition des scènes montrant l'exhibition de Saartjie, si bien qu'« on se demande si Kechiche ne finit pas lui-même par tomber dans le travers qu’il dénonce ».
Jay Weissberg, de la revue américaine Variety, évoque un projet courageux mais note que le réalisateur peine à trouver le « rythme juste » et que le film devient « douloureux à regarder », pour de bonnes et de mauvaises raisons. Certaines scènes se doivent d'être longues et déplaisantes, pour rendre le sordide des situations décrites, note le critique, mais la différence de traitement entre Français (filmés comme des brutes) et les Anglais (qui tentent de sauver la Vénus) pose problème. Le principal défaut du film reste toutefois sa tonalité. Le critique reproche à tous les personnages, excepté Saartjie, d'être des caricatures. L'hystérie de ces figures aurait dû être réservée à la relation qui les unissaient à Saartjie sans déteindre nécessairement sur l'atmosphère générale du film. Le critique salue toutefois la prestation de Yahima Torres, mais trouve la mise en scène de Kechiche moins inspirée que celles de ses précédents films, la qualifiant de « corsetée ».

Le critique italien Eugenio Renzi relève que le film — « le plus radical et le plus théorique de Kechiche » selon lui — exploite les thèmes du spectaculaire, de la représentation et de l'obscénité du regard. Pour ce faire, le réalisateur étire ses séquences « jusqu'aux limites du supportable », en alternant plans sur le sujet regardé et ses spectateurs. Ce n'est donc pas « un film sur le racisme » mais un film « où chaque regard est raciste ». Le critique écrit : 

« Volontairement confus et bavard, le découpage de Kechiche cherche bien plus à malmener l'axe central, l'avant-scène, sur lequel se croisent et s'opposent les regards du public et des acteurs ; et, dans le même temps, de suggérer la sensation qu'il n'existe qu'un seul champ, plat, qui comme les vitrines d'un musée d'histoire naturelle, accueille et range les différentes espèces. Que les choses soient claires : chez Kechiche, les spectateurs ont toujours les yeux rivés sur la scène. Dans le champ opposé, les acteurs ont toujours les yeux rivés sur la salle. Mais que voient ces yeux ? Un exemple. Gros plan sur un spectateur. Contre-champ : détails, en gros plan ou en très gros plan, sur la Vénus. Le contre-champ est trop serré pour représenter la subjectivité du champ. Ou encore, l'œil du film ne se confond, ni ne représente jamais celui du public ou des artistes. Tous ces champs appartiennent à un observateur extérieur à la scène : le cinéaste. Le seul à voir ce qu'il faut voir, c'est lui et vous avec lui. »

 Mais le journaliste relève que le film n'évolue pas dans son discours, Kechiche réitérant « du début à la fin la même impatience positiviste » qui consiste à montrer que Saartjie n'est qu'un objet d'études pour la science ou un objet de railleries pour la vieille Europe (pauvres et aristocrates étant représentés à peu près de la même manière, puisque leurs réactions sont identiques face à la Vénus). Le seul personnage à rendre un peu de dignité à la jeune fille reste l'artiste, mais le journaliste reproche à ce passage d'être « raté », la faute à « un cinéma qui ne connaît ni le montage, ni l'ellipse ». Le critique reproche au cinéaste de ne pas porter à son personnage la même humanité qu'il voudrait qu'on lui assigne : 

« À aucun endroit du film (et on pourrait le dire pour l'ensemble des films de Kechiche) vous ne trouverez une scène qui réponde, qui incarne le prototype respectueux et créatif de l'artiste ; au contraire, chacun des plans du film est l'émanation directe du discours des doctes : nous devons mesurer la tête, le nez, la mâchoire. Ces trois longues heures n'ont alors pas été vaines, si nous avons compris ce qui dans ses films précédents était uniquement déductible. Avec la « Vénus Noire », les cartes sont sur table. Qui ne veut pas les voir est soit menteur, soit aveugle. »

 
Mêmes critiques de Mathieu Macheret, du site culturel Critikat, qui voit dans le film « les limites de la méthode Kechiche ». Le critique note que le cinéaste cherche ici, comme dans ses précédents films, à nous porter par « le ressassement, par ces continuels mouvements de va-et-vient, à une extase vériste, à un jaillissement d'essence (une pseudo-vérité des comportements) » jusqu'à « l'épuisement ». Mais ici, la méthode de Kéchiche ne tient pas, selon le critique : 

« Dès lors qu'elle s'attaque à une logique spectaculaire, comme pour en démonter le fonctionnement, on constate que l'outil n'est plus adapté à la tâche. Pire : qu'il y a, entre méthode et intention, entre l'outil et la tâche, « conflit d'intérêts » et que leur rencontre s'avère contre-productive. Exciter le réel pour en faire jaillir la sauce, voilà qui pose, tôt ou tard, à un cinéaste, la question de son propre rapport à la pornographie. Mais cette question suppose qu'on connaisse précisément ce lieu incandescent du spectacle qu'on appelle « ob-scène » : à la fois point aveugle et piège pour celui qui s'y réfugie trop longtemps. Kechiche, visiblement en méconnaissance de cause, y saute à pieds joints. »

 Le cinéaste met sur le même plan le regard des spectateurs qu'il filme et celui de son public. Le personnage de la Vénus n'a pas droit à son intimité, à son intériorité, puisqu'elle est toujours filmée en position de représentation (le film n'étant « qu'une longue réitération de la même scène, au moins une dizaine de fois »). Pour M. Macheret, le film place ainsi son spectateur dans une situation inconfortable, le renvoyant à sa position de voyeur, donc de « coupable ». La mise-en-scène le prive de sa liberté et l'oblige à épouser le point de vue des voyeurs ou des racistes. Et c'est le film qui nous juge alors. Ce moralisme s'appuie sur un manichéisme appuyé : le monde étant coupé en deux, entre ceux qui regardent et celle qui s'expose. Le journaliste rejoint ici les mêmes griefs qu'Eugenio Renzi : 

« On a l'impression que Kechiche regarde Saartje du même endroit d'où il regarde son public. Du coup, son regard, forcé de changer de registre à chaque coupe (pour ou contre), manque d'élasticité et ne sape jamais, quand il se pose sur Saartje, sa logique spectaculaire. Le spectateur est amené à jouir, avec le public du film, avec Kechiche, de l'érotisme, de la beauté troublante, de la superbe « monstruosité » de Saartje, qui consiste à donner une ampleur inédite à TOUS ses fétiches sexuels (seins, fesses et sexe). Il y a là, soit comme une ambiguïté intenable, soit comme une énorme contradiction. »

 Le critique finit par s'interroger sur la visée de ce film qui « sera immanquablement instrumentalisé, [et] qui, d'ailleurs, ne vit que pour ça ».